# William Pottker
William Pottker est un footballeur brésilien né le 22 février 1993 à Florianópolis. Il évolue au poste d'attaquant à Atlético Goianiense.

## Biographie
William Pottker joue au Brésil, en Arménie, au Japon, et au Portugal.
Il inscrit 14 buts en première division brésilienne lors de la saison 2016.

## Distinctions personnelles
- Meilleur buteur du championnat du Brésil en 2016
- Meilleur buteur du Campeonato Paulista en 2017